# Benacus
Benacus is een geslacht van wantsen uit de familie reuzenwaterwantsen (Belostomatidae). Het geslacht werd voor het eerst wetenschappelijk beschreven door Stål in 1861.

## Soorten
Het genus bevat de volgende soort:

- Benacus griseus (Say, 1832)